# Мир, который построил Джонс
 Лаборатория Фантастики

 LibraryThing

 Goodreads
«Мир, который построил Джонс» (англ. The World Jones Made) — научно-фантастический роман, написанный американским писателем Филипом К. Диком. Роман был выпущен в 1956 году издательством Ace Books в виде двойной книги Ace Double D-150 (формат dos-à-dos), где он занимал одну половину, а другую «Неизвестный агент» писательницы Маргарет Сент-Клер. В книге автор поднимает политическую тему, а также темы гуманности и предвидения.
Действие происходит после ядерной войны, в обществе, где доминирует релятивизм, отвергающий абсолютную истину и проповедующий терпимость как высший принцип. Мутант Флойд Джонс, способный видеть будущее, планирует свергнуть систему и колонизировать космос. История заканчивается поражением Джонса, чьи планы терпят неудачу, несмотря на его способность видеть будущее, из-за неизменности судьбы.

## Сюжет
Действие романа переносится в 2002 год. На Земле произошёл конфликт, который окончился атомной войной. Многие американские города стали мишенью, а такие страны как Китай и СССР рухнули; это привело к введению Федерального Мирового Правительства («Федправ», с англ. — «Fedgov»).
В сложившейся антиутопии люди прибегли к помощи релятивизма, который возник как правящая политическая ортодоксия. Здесь релятивизм — это морально-этическая философия утверждающая, что каждый волен верить в то, во что хочет, до тех пор, пока сам релятивист не заставляет других следовать этому принципу. Релятивизм был узаконен после разрушительных войн, развязанной конфликтующими идеологиями (однако диссиденты из этой ортодоксии попадают в лагеря на принудительные работы). Этот священный принцип оспаривается главным героем романа — Флойдом Джонсом, чьи утверждения о будущем оказываются верными.
Релятивизм позволяет легально употреблять такие наркотики, как героин и марихуана, а также смотреть секс-шоу в реальном времени с участием гермафродитов-мутантов. Из-за мутагенных воздействий, вызванная радиацией от взаимной атомной бомбёжки во времена войн, мутанты зарабатывают на жизнь в индустрии развлечений, хотя одна группа была подвергнута преднамеренной генной инженерии, которая позже позволяет им поселиться (обитать) на Венере.
Даг Кассик — агент Федправа, и его связь с Джонсом охватывает эту книгу. Джонс обладает способностью предвидения, позволяющей ему заглянуть на год в будущее, что позволяет агенту исследовать вопросы предопределения, свободы воли и детерминизма.
Федправ (и Джонс) сталкиваются с явно неразумными инопланетными формами жизни по имени дрифтеры, которые оказываются одной гаметой мигрирующей инопланетной формы жизни на основе спор. Их, по-видимому, бессмысленное уничтожение приводит к ответному инопланетному карантину человеческой расы в нескольких близлежащих звездных системах. Присутствие бродяг в истории должно дать Джонсу начальную точку сбора для всех его ксенофобских последователей, а также продемонстрировать в контексте последующих событий, что Джонс гораздо более подвержен ошибкам, чем он был готов признать ранее. Весь его подход был игрой «все или ничего» на непогрешимость его способностей предвидения.
Джонс предвидит собственное убийство за год до того, как оно произойдет. Он не только не пытается избежать казни, но даже облегчает её, бросаясь под пулю, предназначенную для телохранителя. Однако этого не происходит до того, как он и его последователи создают культ, который свергает Федправ, что приводит к переселению Дага, его жены Нины и их трёхлетнего сына в искусственную среду обитания на Венере.
В романе рассматриваются вопросы повестки дня и достоверности предсказаний Джонса, а также явно двусмысленные преимущества индивидуального предвидения.

## Адаптации
В августе 2009 года Терри Гиллиам подтвердил, что планирует снять экранизацию романа. С тех пор не было никаких новостей о проекте.